# جمهوری خلق زنگبار
جمهوری خلق زنگبار یک جمهوری بود که پس از انقلاب زنگبار و برچیده شدن حکومت سلطان‌نشین زنگبار به وجود آمد و بعد از پنج ماه در همان سال با تانگانیکا متحد شد و جمهوری تانزانیا را به وجود آورد.